# Вал Логсдон Фич
Вал Логсдон Фич (енгл. Val Logsdon Fitch, 10. март 1923. – 5. фебруар 2015) био је амерички нуклеарни физичар, који је 1980. године, заједно са Џејмсом Кронином, добио Нобелову награду за физику „за открића поремећаја фундаменталне симетрије у распаду неутралних K-мезона”.